# Uttoxeter
Uttoxeter ist eine Stadt und eine Verwaltungseinheit im District East Staffordshire in Staffordshire, England. Uttoxeter liegt etwa 20 km östlich von Stafford. Im Jahr 2001 hatte es eine Bevölkerung von 12.023 Einwohnern. Uttoxeter wurde 1086 im Domesday Book als Wotocheshede erwähnt. Die Kleinstadt ist für ihre Pferderennbahn, Uttoxeter Racecourse, bekannt.

## Ehemalige Partnerschaft
Die Gemeinde Raisdorf hatte bis 2003 eine Partnerschaft zur Stadt Uttoxeter. Die Partnerschaft wurde von Uttoxeter einseitig beendet.

## Persönlichkeiten

### Söhne und Töchter der Stadt
- Thomas Allen (1542–1632), Mathematiker, Gelehrter und Astrologe
- Shane Meadows (* 1972), Regisseur und Drehbuchautor
- Adam Peaty (* 1994), Brustschwimmer